# Søn
 For alternative betydninger, se Søn (flertydig). (Se også artikler, som begynder med Søn)
Søn er en forælders afkom af hankøn. Ordet kommer af indoeuropæisk *sunú-s → germansk *sunu- → oldnordisk sunr.
I mange kulturer i verden er sønner højere værdsat end døtre, og for eksempel i arvehenseende kan en yngre søn i så fald have forrettighed for ældre døtre. Det gælder for eksempel i forbindelse med arvede embeder, og dette gjaldt også i det danske kongehus, men blev ændret ved Folkeafstemningen om tronfølgeloven i 2009.  Grundlovsændringen i 1953 gav kun døtre arveret i tilfælde af, at der ingen sønner er.
I Bibelen omtales Jesus indimellem som "Menneskesønnen".